# Drosophila canescens
Drosophila canescens är en tvåvingeart som beskrevs av Oswald Duda 1927. Drosophila canescens ingår i släktet Drosophila och familjen daggflugor.
Artens utbredningsområde är Peru.